# Satan je blazn zmatran
Satan je blazn zmatran je tretji in zadnji studijski album slovenske rock skupine Sokoli, izdan na vinilni plošči in na kaseti leta 1992 pri založbi Helidon. Skupina je album promovirala v Sloveniji in v tujini še leto dni po izdaji, nato pa je prenehala delovati.

## Seznam pesmi
Vse pesmi je napisal Peter Lovšin, razen kjer je to navedeno.
| Št. | Naslov                                                       | Dolžina |
| --- | ------------------------------------------------------------ | ------- |
| 1.  | „Sodn dan‟                                                   | 5:58    |
| 2.  | „Črna luknja‟                                                | 4:48    |
| 3.  | „Ne spavaj mala moja‟ (Goran Bregović)                       | 5:19    |
| 4.  | „Greva punca v južne kraje‟                                  | 5:55    |
| 5.  | „Ko so češnje cvetele‟ (Lovšin, Ivan Bekčič)                 | 5:11    |
| 6.  | „Rabm eno‟ (Lovšin, Bekčič)                                  | 3:51    |
| 7.  | „Satan je blazn zmatran‟ (Lovšin, Bekčič)                    | 3:16    |
| 8.  | „Čist do dna‟ (Lovšin, Bekčič)                               | 5:36    |
| 9.  | „7 dni v tednu‟ (Lovšin, Bekčič, Gregor Tomc)                | 4:04    |
| 10. | „Navaronska topova‟ (Lovšin, Bekčič; samo na vinilni izdaji) | 8:18    |

## Zasedba
Sokoli
- Peter Lovšin — vokal, akustična kitara
- Ivan Bekčič — kitara, spremljevalni vokali
- Zvone Kukec — kitara, spremljevalni vokali
- Dare Hočevar — bas kitara, spremljevalni vokali
- Marko Bertoncelj — bobni, spremljevalni vokali

Ostali glasbeniki
- Šeki Gayton — tolkala
- Anja Rupel — spremljevalni vokal (1, 3–5)
- Mia Žnidarič — spremljevalni vokal (1, 3, 4)
- Aleš Klinar — spremljevalni vokal (3, 5)
- Cole Moretti — spremljevalni vokal (3, 5, 6, 9)
- Nina Sever — spremljevalni vokal (3, 5), tamburin (3)
- Boris Bele — vokal (3), spremljevalni vokal (8)
- Momčilo Bajagić - Bajaga — vokal (3)
- Nino Mureškič — tolkala (4)
- Janez Križaj — tamburin (9)
- Ajda Žemva, Ana Bergant, Meri Bajrami — spremljevalni vokali (7)

Tehnično osebje
- Jurij Toni — inženiring
- Janez Križaj — producent, tonski mojster
- Marko Pentek — oblikovanje
- Janez Pukšič — fotografiranje